# Joaquín José de Landazuri Romarate
Joaquín José de Landazuri Romarate (Vitòria, 1730 – ídem, 13 d'agost de 1805) va ser un historiador basc.
Nebot del també historiador José Hipólito de Ozaeta. Va ser regidor de l'Ajuntament de Vitòria el 1798 i un destacat membre de la Reial Societat Bascongada d'Amics del País. La seva tasca historiogràfica, orientada dintre del cantabrisme però amb un sentit més crític que la majoria d'historiadors i apologetes d'aquesta tendència, va tenir com a objectiu d'estudi els orígens i antiguitats de les províncies d'Àlaba, Guipúscoa i Biscaia.
Va escriure les següents obres:
- Historia civil, eclesiástica, política y legislativa de la M. N. y M. L. ciudad de Vitoria... (Madrid, 1780)
- Historia eclesiástica de la M. N. y M. L. provincia de Álava... (Pamplona, 1797)
- Los compendios históricos de la ciudad y villas de la M. N. y M. L. provincia de Álava... (Vitòria, 1798)
- Suplemento de los quatro tomos de la historia provincia de Álava... (Vitòria, 1799)
- Los varones ilustres alaveses y los fueros, exenciones... de Álava (Vitòria, 1799)
- Vida y gloria póstuma de S. Fausto Labrador (Vitòria, 1801)
- Historia del ilustre País Bascongado (Bilbao, 1901-1902, 2 vols.)
- Historia de Guipúzcoa (Madrid, 1921)
- Treviño ilustrado (Sant Sebastià, 1921)

Dintre de la seva obra Historia ilustre del País Bascongado, que va acabar vers 1780, hi havia històries de les tres províncies basques, les dues primeres publicades, però la de Biscaia es va perdre irremeiablement. Sembla que el contingut de l'obra, juntament amb la seva ideologia foralista, no encaixava en el motlle del Consell de Castella ni dels acadèmics de la Reial Acadèmia de la Història. Amb tot, el seu contingut es pot extreure de les històries d'Àlaba i Guipúscoa. Una obra seva anomenada El vindicador de la Cantabria D. Josef Ypolito de Ozaeta y Gallaiztegui, vindicado del vindicador del R. P. M. F. Enrique Flórez, el P. M. F. Manuel Risco del Orden de San Agustín... redactada el 1781.
El 1923, la ciutat de Vitòria va dedicar-li un carrer quan es va construir l'Escola d'Arts i Oficis, una via que discorre des de la plaça de Peñaflorida a la de Ramiro de Maeztu, oberta al trànsit el 1957.